# Cantonul Château-Renard
Cantonul Château-Renard este un canton din arondismentul Montargis, departamentul Loiret, regiunea Centru, Franța.

## Comune
- Château-Renard (reședință)
- Chuelles
- Douchy
- Gy-les-Nonains
- La Selle-en-Hermoy
- Melleroy
- Montcorbon
- Saint-Firmin-des-Bois
- Saint-Germain-des-Prés
- Triguères